# Haricot d'Espagne
Phaseolus coccineus
Pour les articles homonymes, voir haricot (homonymie).
Espèce
Classification phylogénétique
Le Haricot d'Espagne, Haricot écarlate ou Haricot-fleur (Phaseolus coccineus L.) est une espèce de plantes à fleurs de la famille des Fabacées. C'est une plante herbacée vivace appréciée pour ses fleurs rouges écarlates ou blanches en bouquets s'épanouissant en été ou, pour certaines variétés, comme légume pour leurs graines comestibles.

## Origine et distribution

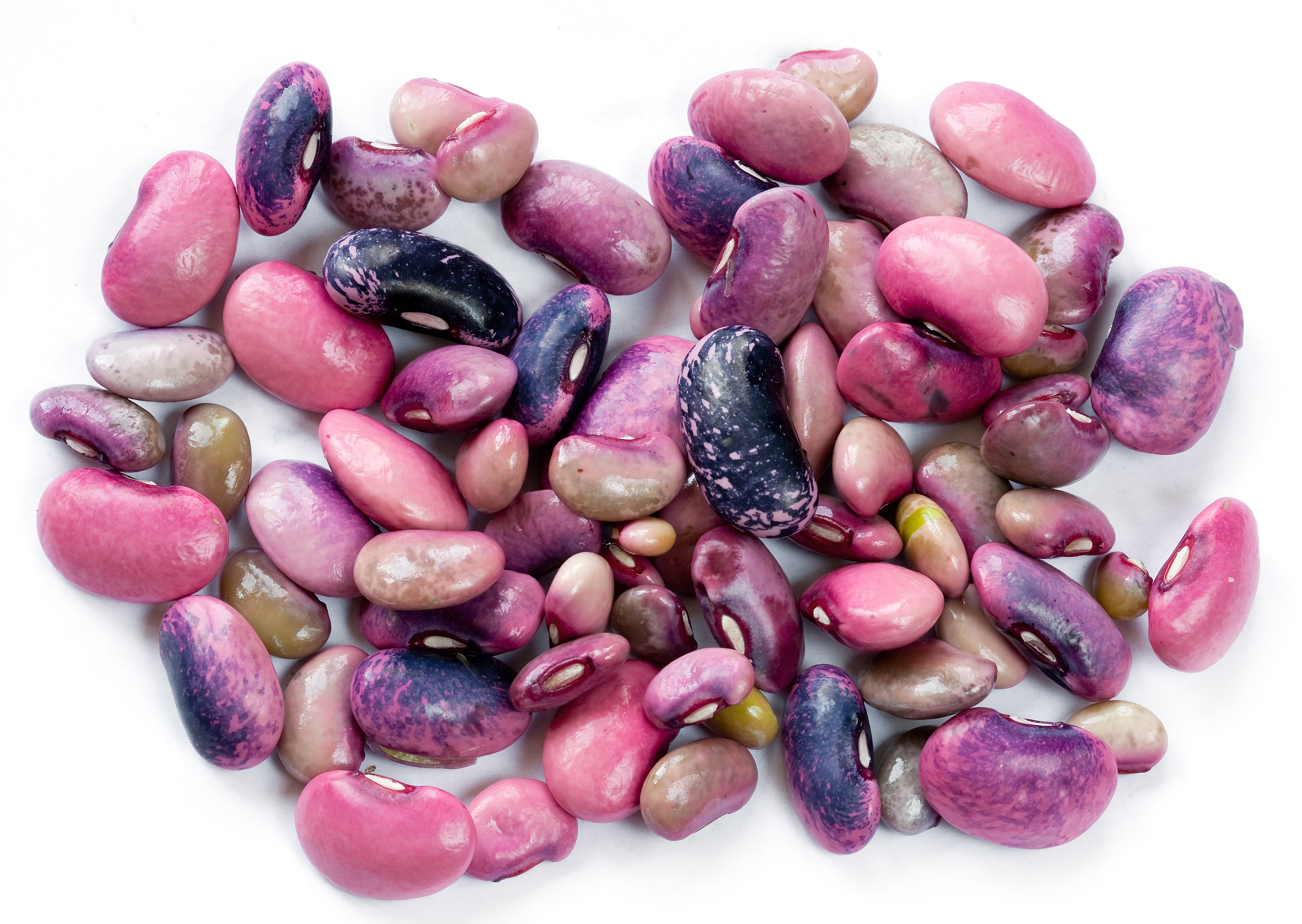
Graines.

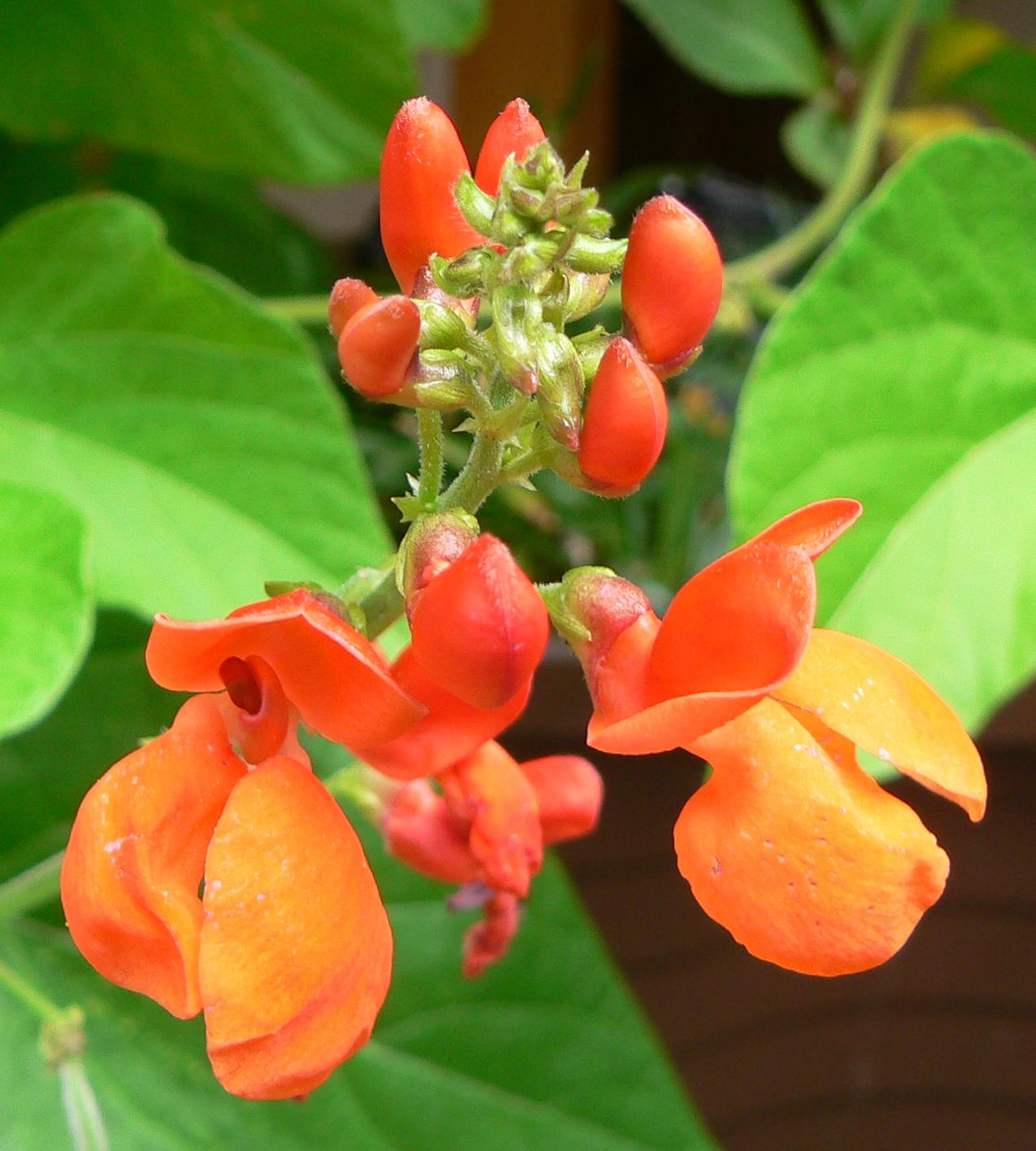
Fleurs.

C'est une espèce originaire des montagnes d'Amérique centrale et du Mexique.
Phaseolus coccineus a été retrouvé lors de fouilles archéologiques au Mexique à Durango et à Puebla ainsi que dans les grottes de Tamaulipas sous sa forme sauvage. C'est un bon exemple de plante qui n'est pas hémérochore.

## Description
À la différence des autres espèces du genre Phaseolus, c'est une plante vivace par sa racine pivotante tubérisée mais uniquement en climat chaud. C'est pour cette raison qu'elle est habituellement cultivée comme plante annuelle. Autre particularité qui la distingue des autres Phaseolus, lors de la germination, les cotylédons restent dans le sol (germination hypogée).
Elle a des tiges volubiles pouvant atteindre quatre mètres de haut.
Les feuilles, alternes, vert foncé, sont composées de trois folioles ovales-acuminées. 
Les fleurs papilionacées, assez grandes, sont de couleur rouge écarlate chez le type (mais il existe des variétés à fleurs blanches ou bicolores rouge et blanc). La variété rouge attire les colibris. Ces fleurs sont groupées en grandes inflorescences (grappes) pouvant atteindre 20 centimètres de long.
Les fruits sont des gousses, dont la déhiscence brusque contribue à la dispersion des graines. Celles-ci sont de grande taille (de 80 à 170 g pour 100 graines) et de couleur variable selon les variétés, rose marbré, noir ou blanc. Il faut compter entre 4 et 5 mois pour obtenir des graines mures ce qui oblige à semer très tôt, début mai au plus tard.

## Utilisation
Les haricots d'Espagne sont largement cultivés comme plante d'ornement pour leur port grimpant et leur floraison colorée, et beaucoup de gens qui les cultivent ne se doutent pas que c'est une plante comestible.
Les jeunes gousses de certaines variétés sont comestibles comme haricots verts mais elles tendent à devenir rapidement filandreuses.
Les graines de couleur blanche sont comestibles et peuvent être consommées comme haricots secs. Les variétés colorées renferment des substances toxiques, tels que des inhibiteurs de trypsine et il faut donc les cuire avant de les consommer.
Les racines tubérisées, riches en amidon, sont encore consommées par certains Amérindiens d'Amérique centrale. Elles sont toutefois susceptibles de contenir des substances toxiques.

## Classification

### Noms communs
haricot d'Espagne, haricot écarlate, haricot-fleur, haricot à bouquets. de : Feuerbohne, en : scarlet runner bean, es : judía encarnada mais aussi ayocote, botil et patol au Mexique, chomborote, piloy au Guatemala et cuba au Costa Rica.
Synonyme : Phaseolus multiflorus.
La sous espèce Phaseolus coccineus subsp. darwinianus  est cultivée et habituellement appelée « haricot Botil » au Mexique.

### Quelques variétés

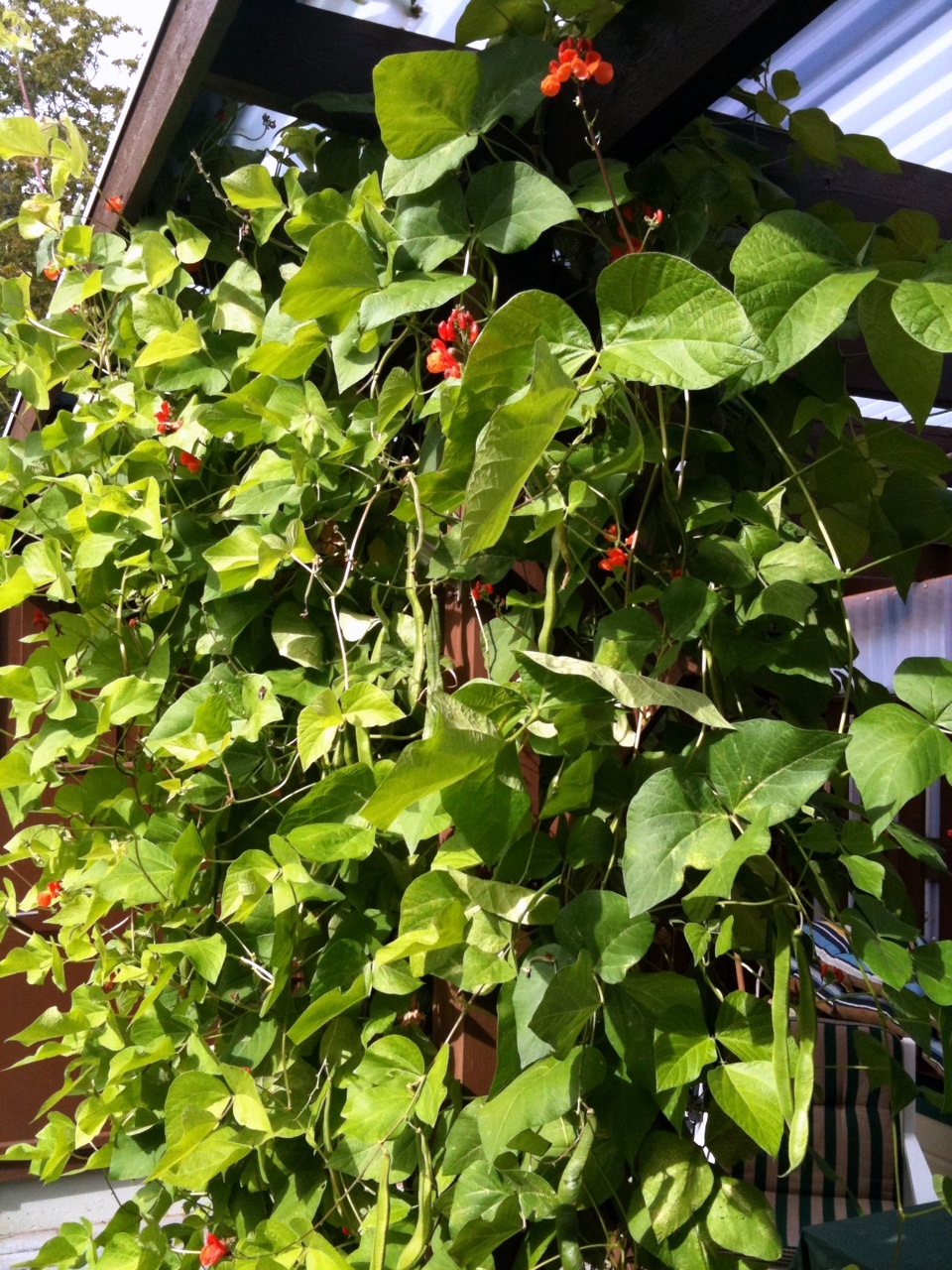
Haricots d'Espagne utilisés pour abriter une véranda du soleil.

- 'Aztec Half-Runner, appelé aussi « haricot patate » (non ramant, hauteur 1 m).
- 'Black Runner'
- 'Case Knife'
- 'Emergo' : fleurs blanches, gousses très large 40 cm de long, gros grains blancs
- 'Goliath' : fleurs rouges, gousses 40 cm de long, gros grains rouges veinés noirs
- 'Hammond's Dwarf'
- 'Hestia' : non ramants, fleurs blanches et rouges, gousses très larges 15 cm de long, sans parchemin, grains rouges veinés noir
- 'Lady Di' : fleurs rouges, gousses 35 cm de long, sans fil ni parchemin, grains rouges veinés noirs
- 'Mergoles' : fleurs blanches, gousses 40 cm de long, sans fils ni parchemin, grains blancs
- 'Orteil de prêcheur' : ramant (4 m), gousses de 15 à 20 cm, fleurs blanches, grains blancs. Racine vivace au-dessus de -15 degrés centigrades.
- 'Painted Lady'
- 'Pickwick Dwarf'
- 'Riley'
- 'Scarlet Emperor'
- 'Scarlet Runner'
- 'Sun Bright'
- 'White Dutch Runner'
- 'White Lady'
- 'Wisley Magic'
- 'Coco Miyo' : fleurs rouges, gousses de 40 cm de long, grains moyens noirs avec très peu de taches mauves à l'extérieur de la robe.

## Référence
- Phaseolus coccineus sur Tela botanica
- (fr) Prota (Ressources végétales de l'Afrique Tropicale) : Phaseolus coccineus